# Vereda
Vereda là một đô thị thuộc bang Bahia, Brasil. Đô thị này có diện tích 828,7 km², dân số năm 2007 là 6700 người, mật độ 7,7 người/km².